# Temple de la Concorde (Arx)
Ne doit pas être confondu avec Temple de la Concorde ou Édicule de la Concorde.
Le temple de la Concorde in arce (en latin : Aedes Concordiae in arce), est un temple situé sur la colline de l'Arx, dédié à la déesse Concordia.

## Localisation
Le temple est situé sur la colline du Capitole, probablement dans sa partie nord-est qui correspond à la colline de l'Arx, surplombant le temple de la Concorde construit plus tard sur le Forum Romain en contrebas. Il est qualifié de in arce ou de in Capitolio dans les sources antiques.
La localisation précise du temple sur la pente orientale de la colline n'est qu'une hypothèse tant la topographie antique de l'Arx est complexe et mal connue à cause notamment des nombreux remaniements que la zone a subi au cours de son histoire. Les vestiges de murs en tuf de Fidènes et en béton d'époque domitianique, construits sur une structure en cappellaccio préexistante plus petite datée du VIe siècle av. J.-C., découverts en 1876 dans les jardins Aracoeli, pourraient correspondre au podium du temple. Toutefois, selon d'autres hypothèses, ces vestiges ont également été identifiés au temple de Junon Moneta ou au temple de Jupiter Custos.

## Histoire
Le temple est voué en 218 av. J.-C. par Lucius Manlius alors que ce dernier est préteur en Gaule et vient de mater une mutinerie parmi ses troupes stationnées en Cisalpine,. Les travaux de construction débutent l'année suivante, supervisés par les duumviri aedi dedicandae Caius Pupius et Kaeso Quinctius Flaminius. Le temple est dédié le 5 février 216 av. J.-C. par les duumviri Marcus et Caius Atilius,.
Selon Tite-Live, le temple a été frappé par la foudre en 211 av. J.-C.. Toutefois, il pourrait y avoir confusion avec un autre temple ou édicule dédiés à la Concorde et établis non loin sur le Forum Romain.

« La foudre frappa la statue de la Victoire élevée au sommet du temple de la Concorde, et la renversa sur les Victoires placées au-dessous de la frise, où elle s'arrêta, sans tomber jusqu'au bas. »

— Tite-Live (traduction de M. Nisard, 1869, lire en ligne), Histoire romaine, XXVI, 23.

### Ouvrages généraux
- (en) Samuel Ball Platner et Thomas Ashby, A topographical dictionary of Ancient Rome, Londres, Oxford University Press, 1929, 608 p.
- (en) Lawrence Richardson, A New Topographical Dictionary of Ancient Rome, Baltimore, (Md.), Johns Hopkins University Press, 1992, 488 p. (ISBN 0-8018-4300-6)
- (it) Francesco Paolo Arata, « Osservazioni sulla topografia sacra dell’Arx capitolina », Mélanges de l'École française de Rome - Antiquité, nos 122-1,‎ 2010, p. 117-146

### Ouvrage sur le temple
- (it) G. Giannelli, « Concordia in Arce, aedes », dans Eva Margareta Steinby (dir.), Lexicon Topographicum Urbis Romae : Volume Primo A - C, Edizioni Quasar, 1993, 480 p. (ISBN 88-7097-019-1), p. 321
- (en) Alexander G. Thein, « Concordia, Aedes (Arx) », Digital Augustan Rome,‎ 2008 (lire en ligne)

| Plan intemporel du Capitole antique |
| --- |
| \| Aire · Capitoline Arx Forum · Romanum Forums · impériaux Vélabre Temple de · Jupiter · capitolin Tabularium Temple de · Junon · Moneta Théâtre de · Marcellus Forum · Holitorium Temple de · Bellone Temple de · Jupiter Férétrien Temple de · Véiovis Auguraculum Iseum Temple de · Jupiter Custos (?) Temple de la · Concorde (?) Temple de · Jupiter Conservator Casa Romuli Autel Tensarum Temple de · Jupiter · Tonnant Clivus · Capitolinus Centus · Gradus Porta Pandana Temple de · Janus Temple de · Junon Sospita Temple de · Spes Temple · d'Auguste Asylum Inter duos lucos Vicus · Iugarius Champ · de Mars Portique · des Dieux · Conseillers Temple de · Vespasien Temple de la · Concorde Tullianum Clivus · Argentarius Temple de · Vénus · Érycine Temple de · Mens (?) Temple de · Fides (?) Temple · d'Ops (?) Arc · de · Scipion Temple de · Saturne Basilique · Julia T. de Vénus · Victrix (?) T. du · Genius publicus · populi Romani (?) T. de Fausta · Felicitas (?) \| |
| Aire · Capitoline Arx Forum · Romanum Forums · impériaux Vélabre Temple de · Jupiter · capitolin Tabularium Temple de · Junon · Moneta Théâtre de · Marcellus Forum · Holitorium Temple de · Bellone Temple de · Jupiter Férétrien Temple de · Véiovis Auguraculum Iseum Temple de · Jupiter Custos (?) Temple de la · Concorde (?) Temple de · Jupiter Conservator Casa Romuli Autel Tensarum Temple de · Jupiter · Tonnant Clivus · Capitolinus Centus · Gradus Porta Pandana Temple de · Janus Temple de · Junon Sospita Temple de · Spes Temple · d'Auguste Asylum Inter duos lucos Vicus · Iugarius Champ · de Mars Portique · des Dieux · Conseillers Temple de · Vespasien Temple de la · Concorde Tullianum Clivus · Argentarius Temple de · Vénus · Érycine Temple de · Mens (?) Temple de · Fides (?) Temple · d'Ops (?) Arc · de · Scipion Temple de · Saturne Basilique · Julia T. de Vénus · Victrix (?) T. du · Genius publicus · populi Romani (?) T. de Fausta · Felicitas (?)       |